# فيليب كروز
فيليب كروز (بالنرويجية البوكمول: Philip Kruse)‏ هو ملحن ومنتج أسطوانات وعازف جاز ومغني نرويجي، ولد في 13 مايو 1949 في أوسلو في النرويج.

## وصلات خارجية
- فيليب كروز على موقع ميوزك برينز (الإنجليزية)
- فيليب كروز على موقع ديسكوغز (الإنجليزية)